# Inagi
Inagi (稲城市?) è una città giapponese situata nell'area metropolitana di Tokyo.
Alla data del 2008 aveva una popolazione stimata di 81 134 abitanti e una densità di popolazione di 4.096,33 persone per km². L'area totale è di 17,97 km².
La città venne fondata l'11 novembre 1971.